# Melzerodontia aculeata
Melzerodontia aculeata är en svampart som beskrevs av Hjortstam & Ryvarden 1980. Melzerodontia aculeata ingår i släktet Melzerodontia och familjen Corticiaceae.   Inga underarter finns listade i Catalogue of Life.